# 亮白小报春
亮白小报春（学名：Primula candicans）为报春花科报春花属下的一个种。

## 扩展阅读
維基物種上的相關：亮白小报春